# Neslişah Sultan

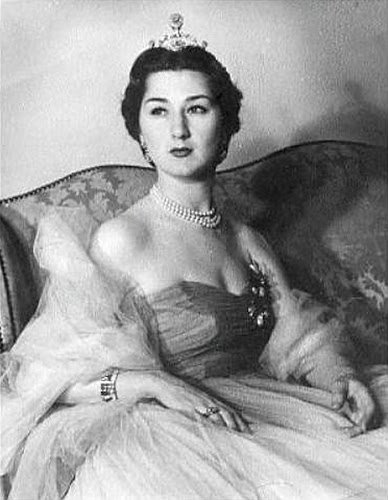
Neslişah Sultan

Neslişah Sultan, ab 1963 Neslişah Sultan Osmanoğlu, (* 4. Februar 1921 in Istanbul; † 2. April 2012 ebenda) war eine osmanische Prinzessin, väterlicherseits die Enkelin des letzten osmanischen Kalifen Abdülmecid II. und mütterlicherseits Enkelin des letzten osmanischen Sultans Mehmed VI. Sie war die Tochter von Şehzade Ömer Faruk und dessen erster Frau Sabiha Sultan.

## Leben
Neslişah Sultan wurde 1921 im Nişantaşi-Palast in Istanbul geboren. Ihr Vater war Şehzade Ömer Faruk, der einzige Sohn des letzten osmanischen Kalifen Abdülmecid II. und Şehsuvar Hanım. Ihre Mutter Sabiha Sultan war die jüngste Tochter von Sultan Mehmed VI. und Nazikeda Kadın. Ihre zwei jüngeren Schwestern waren Hanzade Sultan und Necla Sultan.
Als die royale Familie im März 1924 nach Ausrufung der Republik Türkei in das Exil ging, ließ sich Neslişahs Familie im französischen Nizza nieder, wo die junge Prinzessin auch Kindheit und Jugend verbrachte. Im Jahr 1938 ging sie nach Ägypten, nachdem der ägyptische Prinz Hassan Toussoun um ihre Hand angehalten hatte, und verlobte sich mit ihm. Sie löste die Verbindung allerdings noch vor der Hochzeit.
Im Jahr 1940 hielt der ägyptische Prinz Muhammad Abdel Moneim, ein Sohn von Ägyptens letztem Khediven Abbas II., um die Hand von Neslişah an. Neslişah stimmte der Verbindung anfangs nicht zu, änderte ihre Meinung allerdings, als ihr Vater verärgert reagierte. Die Hochzeit fand am 26. September 1940 statt, und Neslişah erhielt den Titel Sahibat-al Sumuw Al-Amira Neslishah (dt.: Ihre Hoheit Prinzessin Neslishah). Am 16. Oktober 1941 gebar sie den Sohn Prinz Abbas Hilmi. Drei Jahre später kam die Tochter Ikbal am 22. Dezember 1944 zur Welt.
Als nationalistische ägyptische Offiziere den ägyptischen König Faruq I. im Juli 1952 in einem Militärputsch entthronten, wurde dessen Sohn Fu'ād II. neuer König von Ägypten. Prinz Abdel wurde Vorsitzender des dreiköpfigen Regentschaftsrates, welcher formal als Reichsverweser die Regierungsgeschäfte des minderjährigen Königs führte. Der Regentschaftsrat wurde am 7. September 1952 aufgelöst und Abdel Moneim zum Prinzregenten gekürt. Da der Säuglingskönig keine Gemahlin hatte, diente Neslişah de facto als solche aufgrund ihrer Position als Frau des Prinzregenten. Ihre wenigen offiziellen Auftritte während der Regentschaft ihres Mannes konzentrierten sich auf Wohltätigkeitsarbeit. Sie besuchte vor allem Sportveranstaltungen wie Polospiele und die Finale internationaler Tennisturniere.
Abdel Moneims Regentschaft währte nur zehn Monate. Der ägyptische Revolutionskommandorat schaffte die Monarchie am 18. Juni 1953 endgültig ab. Im Jahr 1957 wurden Abdel Moneim und Neslişah verhaftet. Neslişah wurde auf Druck des türkischen Präsidenten aus dem Gefängnis entlassen und musste erneut ins Exil gehen. Sie lebte anschließend einige Zeit in Europa und kehrte schließlich in die Türkei zurück. Im Jahr 1963 forderte die bis dahin Staatenlose ihre türkische Staatsangehörigkeit zurück und nahm den Nachnamen Osmanoğlu an. Abdel Moneim starb 1979 in Istanbul, wo Neslişah Sultan mit ihrer unverheirateten Tochter Ikbal weiter lebte.
Neslişah starb am 2. April 2012 an einem Herzinfarkt in ihrem Zuhause im Istanbuler Stadtviertel Ortaköy. Zum Zeitpunkt ihres Todes war Neslişah die älteste osmanische Prinzessin. Nach dem Tod von Prinz Burhaneddin Cem im Jahr 2008 und Prinz Ertuğrul Osman im Jahr 2009 war sie auch das letzte überlebende Mitglied der osmanischen Dynastie, das während der Zeit des osmanischen Reiches geboren wurde. Der Begräbnisgottesdienst fand in der Yıldız-Hamidiye-Moschee statt. Bestattet wurde sie auf dem Friedhof Aşiyan Asri neben ihrer Mutter und den Schwestern. Der damalige türkische Staatspräsident Abdullah Gül übersandte der Familie sein Beileid. Premierminister Recep Tayyip Erdoğan lobte die verstorbene Prinzessin in einer Rede vor dem Parlament: „Sie war das Aushängeschild des Adels, das das Blut von Osman trug. Wir erinnern uns mit hohem Respekt an sie [...]“